# Ayelet Shaked
Ayelet Shaked (Hebreeuws: איילת שקד , geboortenaam Ben Shaul) (Tel Aviv, 7 mei 1976) is een Israëlische politica voor Het Joodse Huis (HaBajiet HaJehoedie) in de Knesset en voormalig minister van Justitie in het kabinet-Netanyahu IV. Tussen 2021 en 2022 bekleedde zij de post van Binnenlandse Zaken in het kabinet-Bennett.

## Biografie
Shaked is afkomstig uit een gemengd gezin (van moederszijde Asjkenazisch, van vaderszijde Sefardisch) dat deel uitmaakt van de hogere middenklasse in Israël. Ze groeide op in Bavli, een wijk in Tel Aviv. Haar militaire dienstplicht vervulde ze als infanterie-instructrice bij de Golanibrigade, waarna ze aan de Universiteit van Tel Aviv een BSc in elektrotechniek en informatica behaalde. Ze toog vervolgens aan de slag bij Texas Instruments in Tel Aviv, eerst als software engineer en later als marketingmanager.

### Carrière
Voor haar toetreding tot het parlement stond Shaked tussen 2006 en 2008 aan het hoofd van het bureau van Benjamin Netanyahu, destijds oppositieleider. In 2010 richtte ze samen met Naftali Bennett (de latere leider van Het Joodse Huis) Mijn Israël op, een rechtse buitenparlementaire beweging die het zionisme wil bevorderen. Vanaf eind 2011 voerde ze campagne tegen illegale immigratie uit Afrika omdat ze dit als een gevaar voor de staat beschouwde en bang was voor grote economische schade.

### Politiek
Begin 2012 werd ze in het centrale comité van Likoed verkozen maar halverwege het jaar trok ze zich terug en sloot zich aan bij Het Joodse Huis. Ze kreeg een vijfde plaats op de kandidatenlijst voor de verkiezingen van 2013 en kwam zodoende begin dat jaar in de (19e) Knesset terecht, als enige persoon met een seculiere achtergrond binnen haar partij. Bij de parlementsverkiezingen van 2015 - ze stond ditmaal derde op de kandidatenlijst - werd ze in de (20e) Knesset herkozen. Omdat haar partij deelneemt aan het kabinet-Netanyahu IV, heeft zij het ministerschap van Justitie gekregen. Daarmee is zij na haar directe voorganger Tzipi Livni de tweede vrouw die dit ambt bekleedt.
In een interview met The Atlantic 9 oktober 2018 zei Shaked dat Israël 100.000 Palestijnen (van de 300.000) kan absorberen die wonen op de Westelijke Jordaanoever en hen het Israëlisch staatsburgerschap kan verlenen. In een interview met de Israëlische anchorwoman Yonit Levi gaf Shaked uiting aan haar steun voor de annexatie van het C- gebied, het deel (60%) van de Westelijke Jordaanoever dat onder volledige militaire en civiele controle van Israël staat. Zij zei dat de publieke opinie over een dergelijk plan allengs zal veranderen als "ze zien wat er in het Midden Oosten gebeurt".
Zij sprak haar steun uit voor Bennett als nieuwe premier, maar sloot niet uit dat zij die post ooit zelf zou kunnen bekleden. Samen zouden zij alle systemen van het land veranderen (rechterlijke macht, media enz.) die nog functioneren als in de socialistische tijd en door rechts vrijwel intact waren gelaten.
Het is dan ook in die lijn dat zij een dag of wat later stelde dat haar partij mee wil doen aan de volgende regering op voorwaarde dat de Knesset veto-macht krijgt over beslissingen van het Hooggerechtshof van Israël.
Begin februari 2019 was zij een van de ondertekenaars van een petitie door de Nahala-beweging aan het adres van de (volgende) Israëlische regering, waarin gevraagd wordt héél de door Israël bezette Westelijke Jordaanoever te koloniseren met twee miljoen joden. Daartoe moet het Twee-statenmodel worden losgelaten en de geldende bouwstop buiten de "officiële settlement-blocs" (die de VN als illegaal beschouwt). Het gaat om een plan van oud-premier Yitzhak Shamir uit de jaren '90 van de vorige eeuw. De Nahala-petitie heeft het over: Het land Israël: één land voor één volk
Voor de parlementsverkiezingen van 9 april 2019 verliet Shaked, samen met Bennett, het Joodse Huis en stapte over naar de partij Nieuw Rechts. In juni 2021 trad zij toe tot het toen geformeerde kabinet-Bennett als minister van Binnenlandse Zaken. Datzelfde jaar nog zei zij - nadat de verlenging van de noodwet "Burgerschap en toelating tot het land" het in de Knesset niet had gehaald - dat zij haar macht zou gebruiken om te voorkomen dat Palestijnen zouden slagen aanvragen in te dienen voor het Israëlisch burgerschap.
In oktober van dat jaar trok zij de verblijfsstatus in van Salah Hammouri, Frans-Palestijns mensenrechtenadvocaat, werkzaam voor de mensenrechtenorganisatie Addameer. Hij zat vele jaren in Israëlische gevangenissen in administratieve detentie. Als reden voor de intrekking werd opgegeven 'het verbreken van loyaliteit aan de staat Israël'. Tijdens de verkiezingen van 2022 verloor ze als lijsttrekker van Het Joodse Huis alle zetels en keerde ze niet terug in de Knesset.

## Persoonlijk
Shaked is getrouwd met een gevechtspiloot en heeft twee kinderen. Ze is woonachtig in dezelfde wijk als waarin ze is opgegroeid.